# Z: 모든 것의 시작
《Z: 모든 것의 시작》(영어: Z: The Beginning of Everything)은 미국의 시대극 드라마이다. 테레즈 앤 파울러의 Z: A Novel of Zelda Fitzgerald를 원작으로 한다.

## 출연진

### 주연
- 크리스티나 리치 - 젤다 피츠제럴드 역
- 데이비드 호플린 - F. 스콧 피츠제럴드 역
- 데이비드 스트러세언 - 앤서니 세이어 역

### 조연
- 크리스티나 베넷 린드 - 털룰라 뱅크헤드 역
- 내털리 넵 - 유지니아 뱅크헤드 역
- 크리스틴 닐슨 - 미니 세이어 역
- 홀리 커런 - 틸드 세이어 역
- 제이미 앤 올먼 - 투치 세이어 역
- 마야 카잔 - 리비 세이어 역
- 세라 솅컨 - 엘리너 브라우더 역
- 준 나이토 - 타나 후지모라 역
- 조던 딘 - 러들로 파울러 역
- 앤드루 브리지스 - 윈스턴 역